# Luigi Angeli

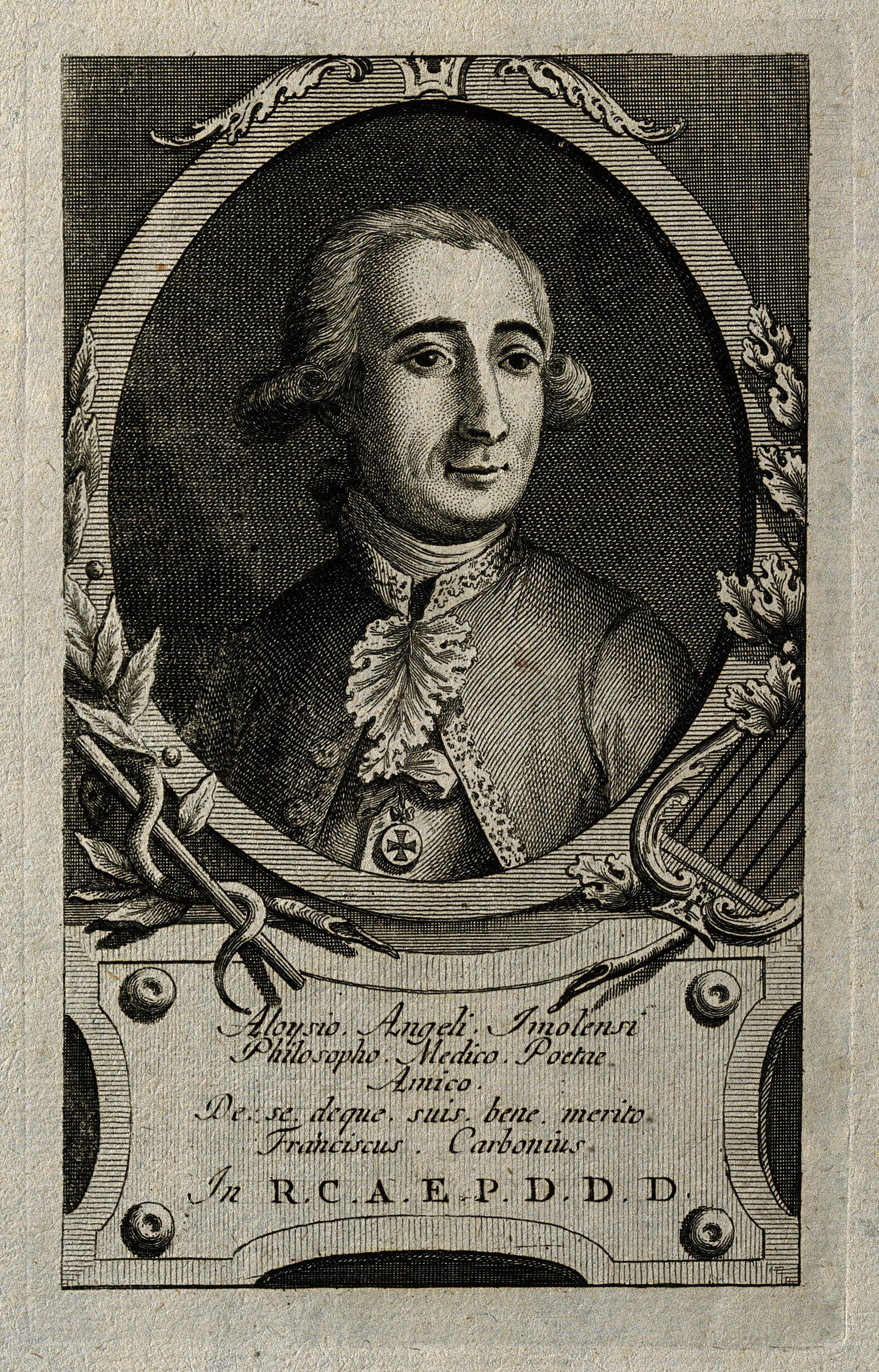
Luigi Angeli

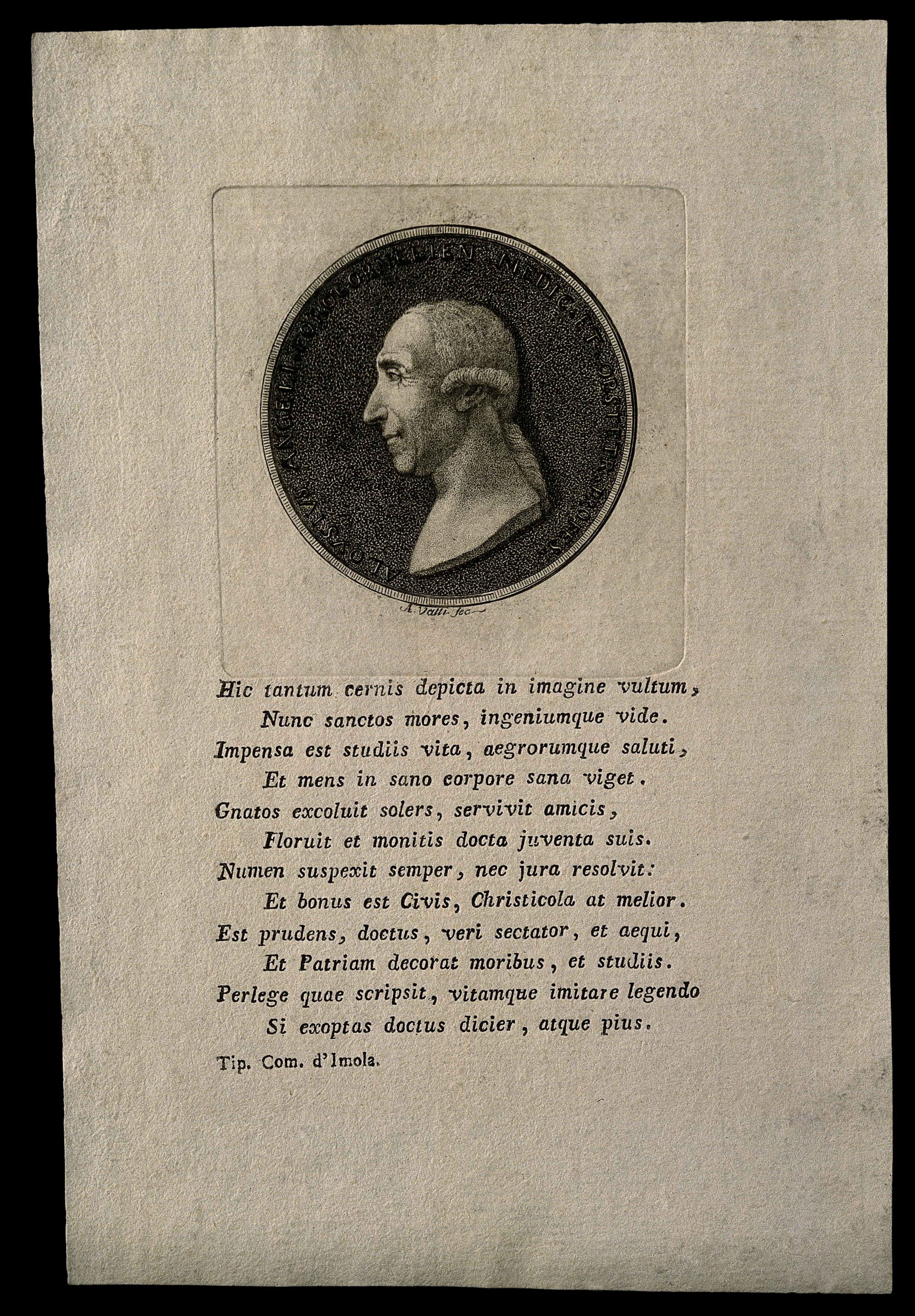
Luigi Angeli

Luigi Angeli (Imola, 7 ottobre 1739 – Imola, luglio 1829) è stato un medico e scrittore italiano.

## Biografia
Dopo anni di studio dall'università di medicina di Bologna, dove ebbe docenti come il Baldi e il Molinelli diventò medico nel 1761, dove si specializzò in ginecologia e ostetricia. Stimato dall'arcivescovo di Ravenna Codronchi e dal vescovo Chiaramonti (il futuro Pio VII) di cui diventò medico personale. Riconosciuto come cavaliere lateranense ebbe la croce dello speron d'oro, riconoscimento clericale. I suoi primi lavori furono un'analisi delle acque minerali e la cura di una pubblicazione di un altro testo a cui aggiunse delle note. Nella sua opera più importante Il medico giovane instruito ne' suoi doveri, e condotto al letto dell'ammalato,  che venne tradotta in diverse lingue, parla del rapporto fra i medici e i pazienti, esponendo i vari obblighi dei primi verso i secondi e verso se stessi. Fu anche membro di numerose accademie scientifiche, mediche e culturali quali l'Accademia delle Scienze di Torino (dal 12 dicembre 1784),  l'Accademia dei Georgofili di Firenze, l'Accademia Agraria di Vicenza, l'Accademia di Ostetricia di Gottinga.

## Opere
- Delle acque medicate di Riolo nel territorio imolese memoria del dottor Luigi Angeli..., Vicenza, Stamperia Turra, 1783. Il testo consultabile in Google Libri.
- Memoria sulla coltivazione del riso introdotta dal cavalier Morelli in vicinanza di Conselice, seconda edizione riveduta e corretta dall'autore, Venezia, Stamperia di Giacomo Storti, 1790.
- Raro concepimento accaduto fuori dell'utero. Nuove morbose singolarità che lo accompagnarono. Congetture fisiologiche..., Imola, Stamperia del Seminario, 1793.
- Il medico giovane instruito ne' suoi doveri, e condotto al letto dell'ammalato..., Imola, Stamperia Giovanni dal Monte, 1793?
- Sulla vita e su gli scritti di alcuni medici imolesi memorie storiche compilate dal loro concittadino..., Imola, per Gianbenedetto Filippini coi tipi comunali, 1808.
- Memorie storiche sull'antichità, ed eccellenza dell'Ordine aureato, ossia dello Sperone d'oro, Bologna, Stamperia di Jacopo Marsigli, 1818. Il testo della terza edizione (1841) consultabile in Google Libri.
- Sale marino uscito dalla piaga d'un piede, e reso per bocca da un uomo d'anni sessantasei per lo spazio di quattro mesi continui, Imola, dalla Tipografia del Seminario, 1819.
- Il medico giovane al letto dell'ammalato istruito nei doveri di medico politico e di uomo morale. Lezioni del cavaliere Luigi Angeli imolese, terza edizione diretta dal signor prof. Pietro Dall'Oste, 2 voll., Padova, Tipografia della Minerva, 1820. Il testo del volume 1 (prime cinque lezioni) consultabile in Google Libri.